# Alina Fiodorowa
Alina Fiodorowa (ur. 31 lipca 1989) – ukraińska lekkoatletka, wieloboistka.
W 2007 nie ukończyła zmagań siedmioboistek podczas mistrzostw Europy juniorów w Hengelo. Rok później była osiemnasta na juniorskich mistrzostwach świata w Bydgoszczy. W 2011 zajęła 6. miejsce na młodzieżowych mistrzostwach Europy oraz startowała na światowym czempionacie w Daegu. Trzynasta zawodniczka mistrzostw Europy z Helsinek (2012). Na początku 2013 zajęła 8. miejsce na halowym czempionacie Europy w Göteborgu. Rok później sięgnęła po brąz halowych mistrzostw świata w Sopocie. W 2016 ponownie stanęła na najniższym stopniu podium halowego czempionatu w Portland, natomiast na igrzyskach olimpijskich w Rio de Janeiro zajęła 28. miejsce. Złota medalistka mistrzostw Ukrainy oraz reprezentantka kraju w pucharze Europy w wielobojach. 

## Osiągnięcia
| Rok  | Impreza                                | Miejsce        | Konkurencja | Lokata      | Wynik     |
| ---- | -------------------------------------- | -------------- | ----------- | ----------- | --------- |
| 2008 | Mistrzostwa świata juniorów            | Bydgoszcz      | siedmiobój  | 18. miejsce | 5165 pkt. |
| 2009 | Superliga pucharu Europy w wielobojach | Szczecin       | siedmiobój  | 18. miejsce | 6552 pkt. |
| 2010 | Superliga pucharu Europy w wielobojach | Tallinn        | siedmiobój  | 20. miejsce | 5515 pkt. |
| 2011 | Superliga pucharu Europy w wielobojach | Toruń          | siedmiobój  | 5. miejsce  | 5881 pkt. |
| 2011 | Młodzieżowe mistrzostwa Europy         | Ostrawa        | siedmiobój  | 6. miejsce  | 5896 pkt. |
| 2011 | Mistrzostwa świata                     | Daegu          | siedmiobój  | 20. miejsce | 5908 pkt. |
| 2012 | Mistrzostwa Europy                     | Helsinki       | siedmiobój  | 12. miejsce | 5959 pkt. |
| 2013 | Halowe mistrzostwa Europy              | Göteborg       | pięciobój   | 8. miejsce  | 4420 pkt. |
| 2014 | Halowe mistrzostwa świata              | Sopot          | pięciobój   | 3. miejsce  | 4724 pkt. |
| 2014 | I liga pucharu Europy w wielobojach    | Ribeira Brava  | siedmiobój  | 2. miejsce  | 6090 pkt. |
| 2014 | Mistrzostwa Europy                     | Zurych         | siedmiobój  | –           | DNF       |
| 2015 | Halowe mistrzostwa Europy              | Praga          | pięciobój   | 7. miejsce  | 4563 pkt. |
| 2015 | Superliga pucharu Europy w wielobojach | Aubagne        | siedmiobój  | 1. miejsce  | 6278 pkt. |
| 2015 | Mistrzostwa świata                     | Pekin          | siedmiobój  | 17. miejsce | 5978 pkt. |
| 2016 | Halowe mistrzostwa świata              | Portland       | pięciobój   | 3. miejsce  | 4770 pkt. |
| 2016 | Igrzyska olimpijskie                   | Rio de Janeiro | siedmiobój  | 28. miejsce | 5038 pkt. |

## Rekordy życiowe
| Konkurencja      | Wynik     | Miejsce  | Rok  |
| ---------------- | --------- | -------- | ---- |
| Siedmiobój       | 6278 pkt. | Aubagne  | 2015 |
| Pięciobój (hala) | 4770 pkt. | Portland | 2016 |